# Paraguay op de Olympische Winterspelen 2014
Paraguay was een van de zeven debuterende landen die deelnam aan de Olympische Winterspelen 2014 in Sotsji, Rusland.

## Deelnemers en resultaten
(m) = mannen, (v) = vrouwen 

### Freestyleskiën
| Olympiër     | Onderdeel      | Resultaat | Prestatie                                             |
| ------------ | -------------- | --------- | ----------------------------------------------------- |
| Julia Marino | slopestyle (v) | 17e       | kwalificatie: run 1: 36.40 kwalificatie: run 2: 25.60 |